# Otto Kery
 Otto Kery (* 19. Mai 1923 in Güssing, Österreich; † 19. Februar 2006 in Eisenstadt, Österreich) war ein österreichischer Theaterdirektor, Regisseur und Schauspieler.

## Leben

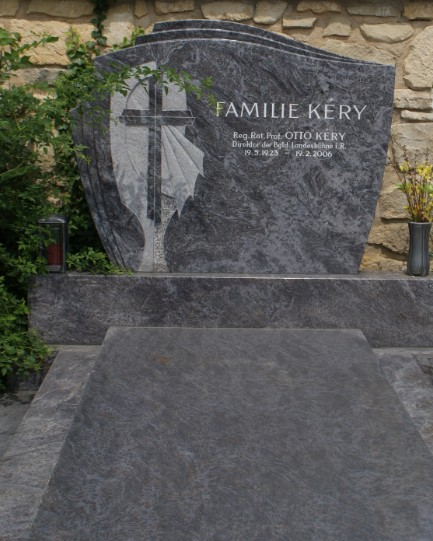
Grabstätte von Otto Kery

Otto Kery stammte aus einem christlich-konservativen Elternhaus im damals zu Ungarn gehörenden Burgenland. Sein aus dem ungarischen Kleinadel stammender Vater Sándor Kéry war in Mannersdorf Gemeindesekretär. Sein Bruder war Theodor Kery, ehemaliger Burgenländischer Landeshauptmann.
Otto Kery studierte nach der Rückkehr aus der Kriegsgefangenschaft Schauspiel in Wien. In der Nachkriegszeit der späten 1940er Jahre gründete Kery die Burgenländische Landesbühne. Er war bis zur Auflösung des Theaters im Jahre 1972 Initiator von mehr als 5000 Aufführungen. Bei 3000 Aufführungen stand er selbst als Darsteller auf der Bühne. 
Von 1972 bis zu seiner Pensionierung 1988 war Otto Kery im Kulturressort der Burgenländischen Landesregierung tätig. Hier legte er mit Freilichtaufführungen auf der Burg Schlaining und der Burg Forchtenstein das Fundament für die späteren Festspiele im Burgenland und der heutigen Sommertheater im Burgenland.
Er wurde auf dem Stadtfriedhof (Grabnummer 1035) in Eisenstadt beerdigt.

## Auszeichnungen
- 1979 Kulturpreis des Burgenlandes für "Erwachsenenbildung und Volkskultur"